# Dunaharaszti autóbuszvonal-hálózata
Dunaharaszti autóbuszvonal-hálózata tartalmaz helyi, helyközi és távolsági autóbusz-járatokat is. A város tömegközlekedése Pest vármegye egyik legrégebb óta működő autóbusz-hálózata.

## Története
1926-ban menetrend szerinti autóbusz-járat indul Soroksárról Alsónémedire, amely érinti Dunaharasztit. 1930-ban a menetrendszerinti autóbusz-járat napi 7-8 alkalommal közlekedett. 1941. január 10-étől téli menetrendet vezettek be a vonalon.   
1958. április 4-én autóbusz-járat indult Dunaharaszti, HÉV-állomás és Taksony között. Az autóbusz-járat nagy népszerűségnek örvendett, főleg a tanulók és a munkások körében. Hat kilométer gyaloglást mentesített az új buszjárat a Taksonyból Dunaharasztira vagy a fővárosba utazóknak. A járatot a MÁVAUT üzemeltette. A Felszabadulás ünnepén elindított autóbusz-járat mindkét végállomásán nagy ünnepség fogadta az első autóbuszt.
Egy évre rá, lakossági aláírásgyűjtésre 1959. március 31-étől elindult a Knézich utcai járat is. Ez volt az első autóbusz-járat volt, amely nem hagyta el Dunaharaszti település határait.
1991. februárjában a Dunaharaszti önkormányzat pályázatot írt ki a helyi tömegközlekedés ellátására amelynek határideje 1991. február 25.-e volt. 1991. február 25-től a Dunaharaszti helyi autóbusz-járatokat Pest megyében harmadikként magánvállalat működtette. Ekkortól jelennek meg a kékre festett Ikarus buszok, amely a későbbi Ventona-Trans Kft. flottaszíne lesz. Ekkortól elindul az Alsónémedibe és Dabasra közlekedő helyközi járat, (2006-tól 1001-es busz).

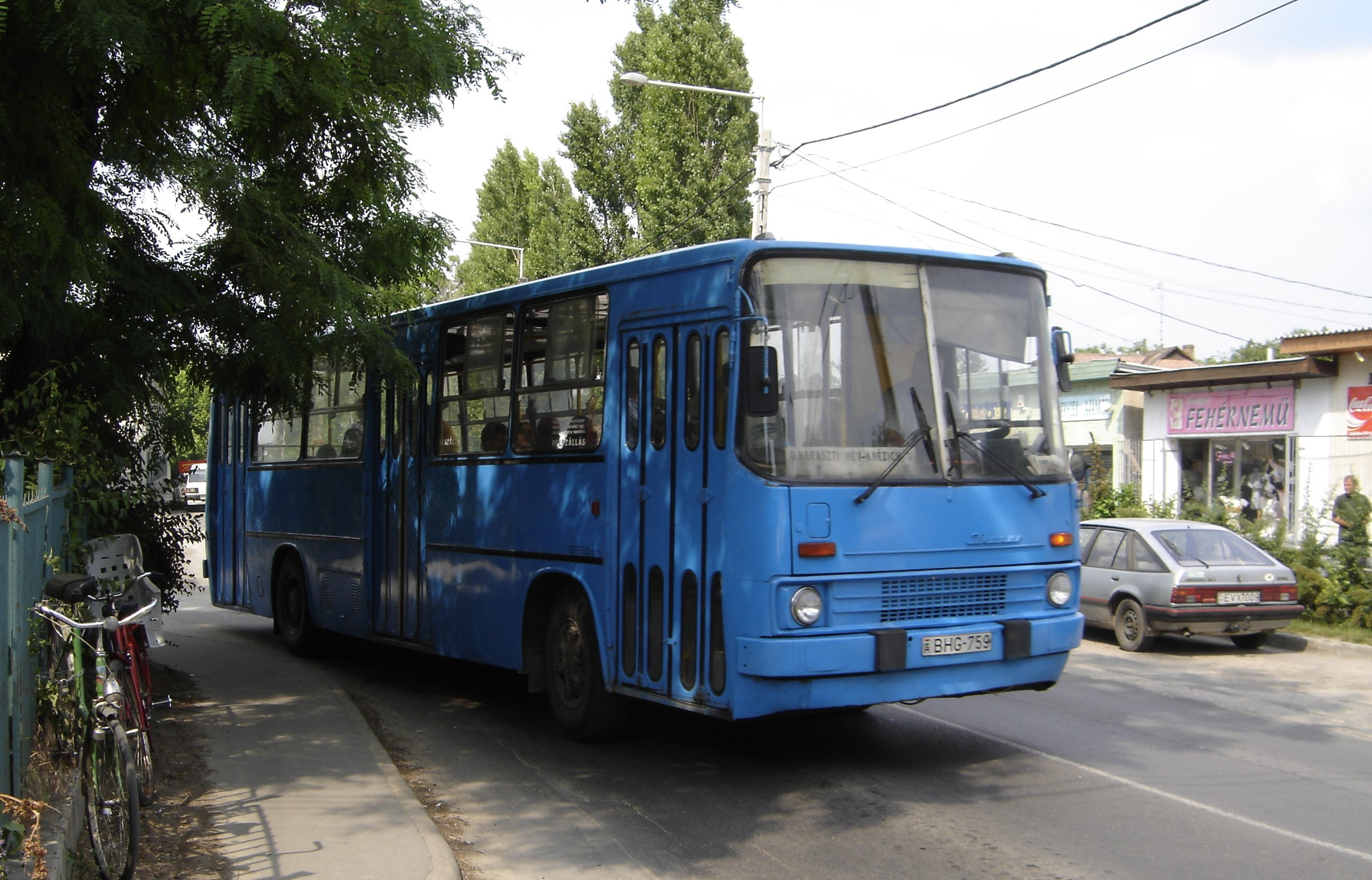
Dunaharaszti helyi busz 2005-ben.

2003. január 1-jétől autóbusz-járatokat módosították, illetve új járatot hoztak létre, ami a Csatornapartig közlekedett. Az akkori rendszerben kezdték el alkalmazni a számjelzést. Az 1-es busz jelezte a HÉV állomás - Határ út - Csatornapart, a 2-es pedig a HÉV állomás - Munkácsy utca - Knézich utca útvonalat.
2007. június 1-től a Weekendbus Közlekedési Zrt. kezelte a városi közlekedést. 2007-ig a Haraszti-busz (teljes nevén Haraszti-Busz Közlekedési Kft.) nevű társaság üzemeltette a városi buszközlekedést Ikarus 260-as, 266-os és 280-as járművekkel, ezután a Weekendbus Zrt. működtette tovább a helyi járatot.
A 2009-ig üzemeltetett Dunaharaszti - Alsónémedi - Dabas autóbusz-járat az 1990-es évek végétől a 2000-es évek közepéig nagyon népszerű járat volt, a Dabasi vásár napjain (minden hónap második vasárnapján) a csuklós Ikarus 280-as autóbuszra alig fértek fel az emberek. A járat az 1991-es indulásától sikeresnek minősült, 2008-ban az autóbusz útvonalát lerövidítették Alsónémediig, majd 2009. június 12-én a járat teljesen megszűnt.
2013. január 1-jétől a Ventona-Trans Kft. vette át a város helyi közlekedését.
2023. június 1-jétől a Dunaharaszti helyi buszjáratokat ingyenessé tették.
2023-ban Buszok Közlekednek 10 évesig 10 évesen Nem Közlekednek
2023-ban a Ventona-Trans elindította a járműcsere programját, hogy a régi, rossz állapotban lévő járműveket korszerű járművekre cseréljék. A cég két darab 38 férőhelyes Iveco-Feniksbus FBI83 típusú midibuszt vásárolt, melyek 2023. november 13-án álltak forgalomba.  Az új midibuszok a régi 19–25 férőhelyes Renault mikrobuszokat váltották ki.

## Autóbusz-járatok

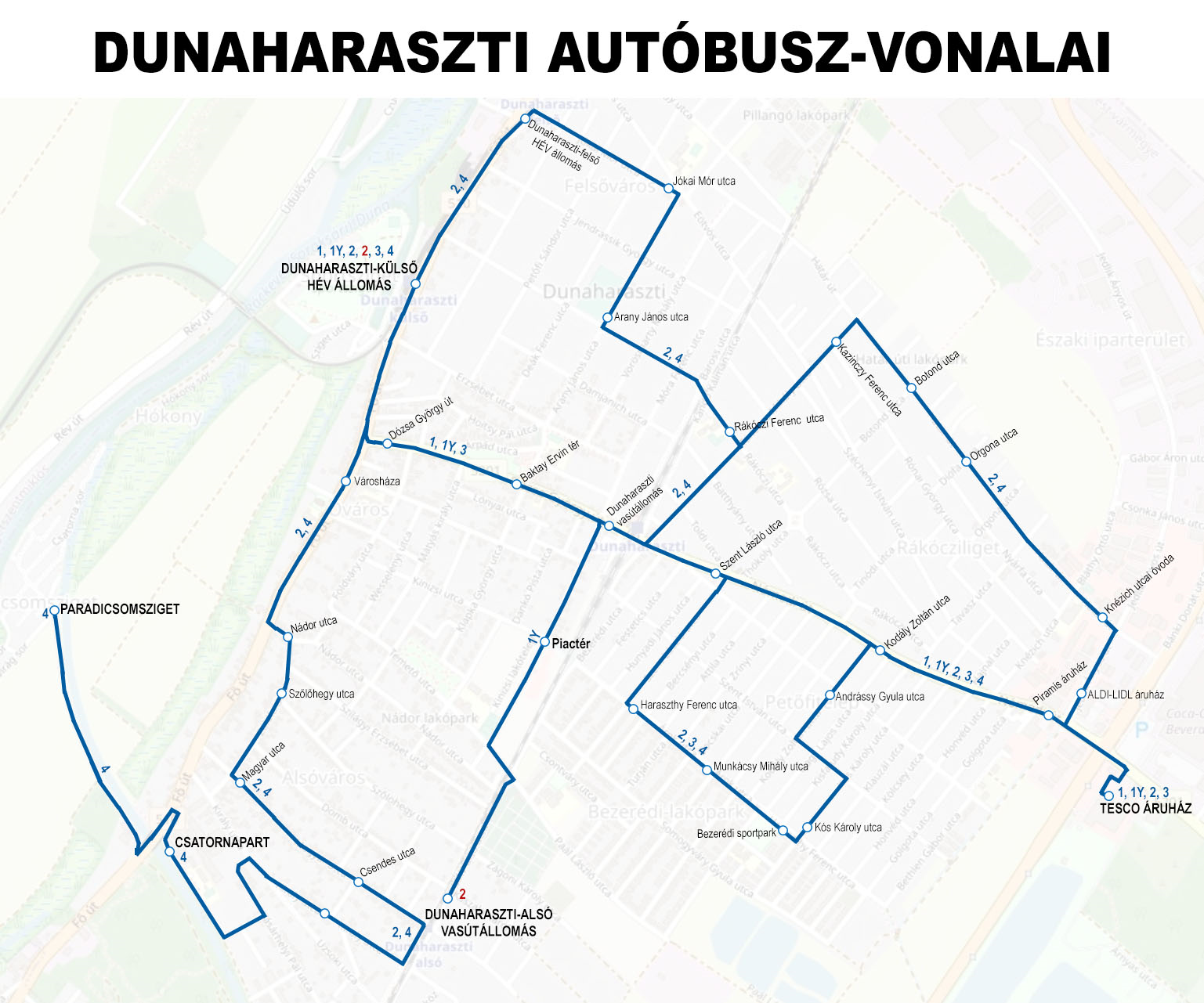
Dunaharaszti helyi autóbusz-járatok térképe útvonalakkal, megállókkal.

1: HÉV állomás – Némedi út – TESCO áruház
1Y: HÉV állomás – Piactér – TESCO áruház
2: MÁV-alsó – HÉV állomás – Határ út – TESCO áruház
3: HÉV állomás –  Bezerédi lakópark – TESCO áruház
4: HÉV állomás - Jókai Mór utca – Határ út – Némedi út – Bezerédi lakópark – Határ út – HÉV állomás – MÁV-alsó – Csatornapart
20: HÉV állomás – MÁV-alsó (vonatpótló járat)

## Járműállomány

#### Jelenlegi állomány
| Kép | Járműtípus            | Eredeti darabszám | Jelenlegi darabszám | Dunaharasztiban közlekedik |
| --- | --------------------- | ----------------- | ------------------- | -------------------------- |
|     | Ikarus 80e            | 1 db              | 1 db                | 2025 óta                   |
|     | Iveco-Feniksbus FBI83 | 5 db              | 5 db                | 2023 óta                   |
|     | Iveco Irisbus         | 2 db              | 1 db                | 2022 óta                   |
|     | TS City Max           | 1 db              | 1 db                | 2016 óta                   |

#### Történelmi állomány
| Kép | Járműtípus        | Eredeti darabszám | Jelenlegi darabszám | Dunaharasztiban közlekedett |
| --- | ----------------- | ----------------- | ------------------- | --------------------------- |
|     | Ikarus 30         | 1 db              | 0 db                | 1958–1980                   |
|     | Ikarus 55         | 2 db              | 0 db                | 1958–1980                   |
|     | Ikarus 260        | 8 db              | 0 db                | 1975–2007                   |
|     | Ikarus 266        | 1 db              | 0 db                |                             |
|     | Ikarus 280        | 5 db              | 0 db                | 1991–2007                   |
|     | Ikarus 211        | 2 db              | 0 db                | 2003–2007                   |
|     | MAN SG192         | 1 db              | 0 db                | 1995–2006                   |
|     | MAN NL202         | 6 db              | 0 db                | 2006–2018                   |
|     | MAN SL200         | 2 db              | 0 db                | 1997–2006                   |
|     | DAB 15-1200C      | 1 db              | 0 db                | 2006–2012                   |
|     | Renault Access 75 | 1 db              | 0 db                | 2013–2023                   |
|     | Renault Master    | 1 db              | 0 db                | 2013–2023                   |
|     | Haspano Habit     | 5 db              | 0 db                | 2014-2024                   |

## Nosztalgiajáratok

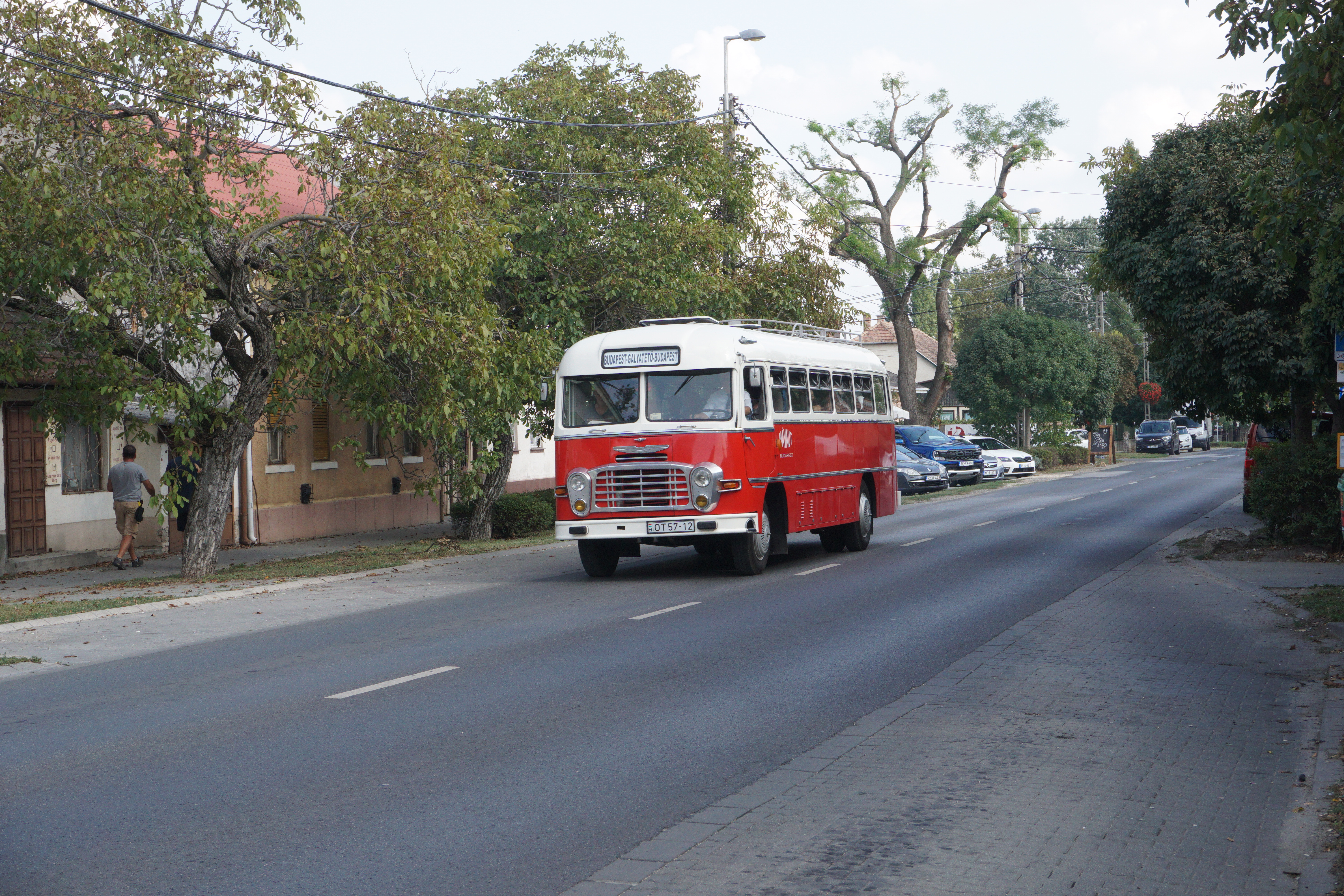
Nosztalgiajárat Dunaharasztiban, 2023-ban.

Dunaharasztiban 2014 óta van rendszeres nosztalgiajárat. A retró busz minden évben városnapokon, és különleges eseményeken, évfordulókon közlekedik. A nosztalgiajármű általában Ikarus 55-ös (faros) vagy Ikarus 311-es. A retrójárat a legtöbbször nem a menetrendszerinti helyi autóbusz-vonalakon közlekedik, hanem kijelölt városnéző útvonalon.
Minden év adventi időszakában indul az úgynevezett fénybusz. A Hispano Habit autóbuszt kívülről fényfüzérekkel és hópihés matricákkal, belül füzérekkel, fenyőágdíszekkel, karácsonyfával díszítik.

## Képgaléria

Dunaharaszti tömegközlekedése
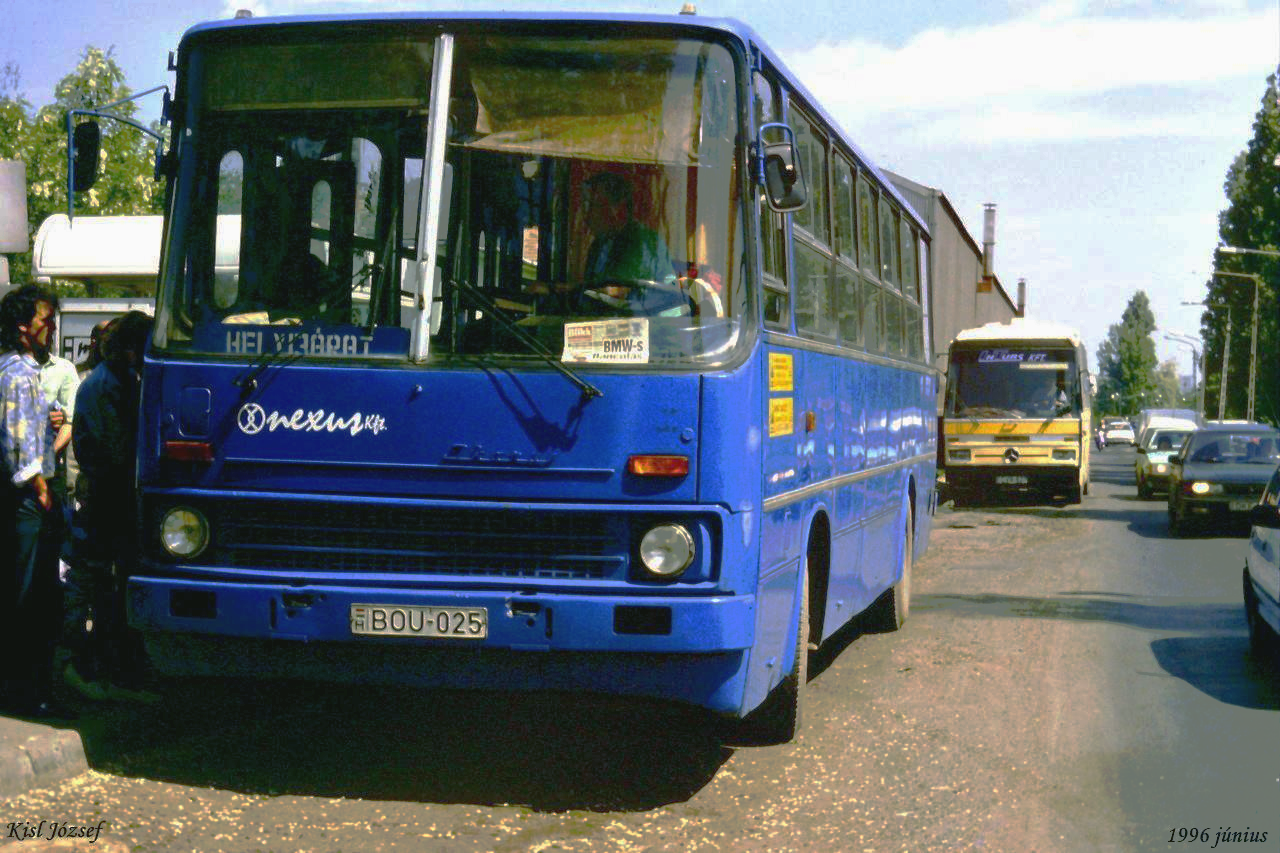
Dunaharaszti helyijárat 1996-ban.
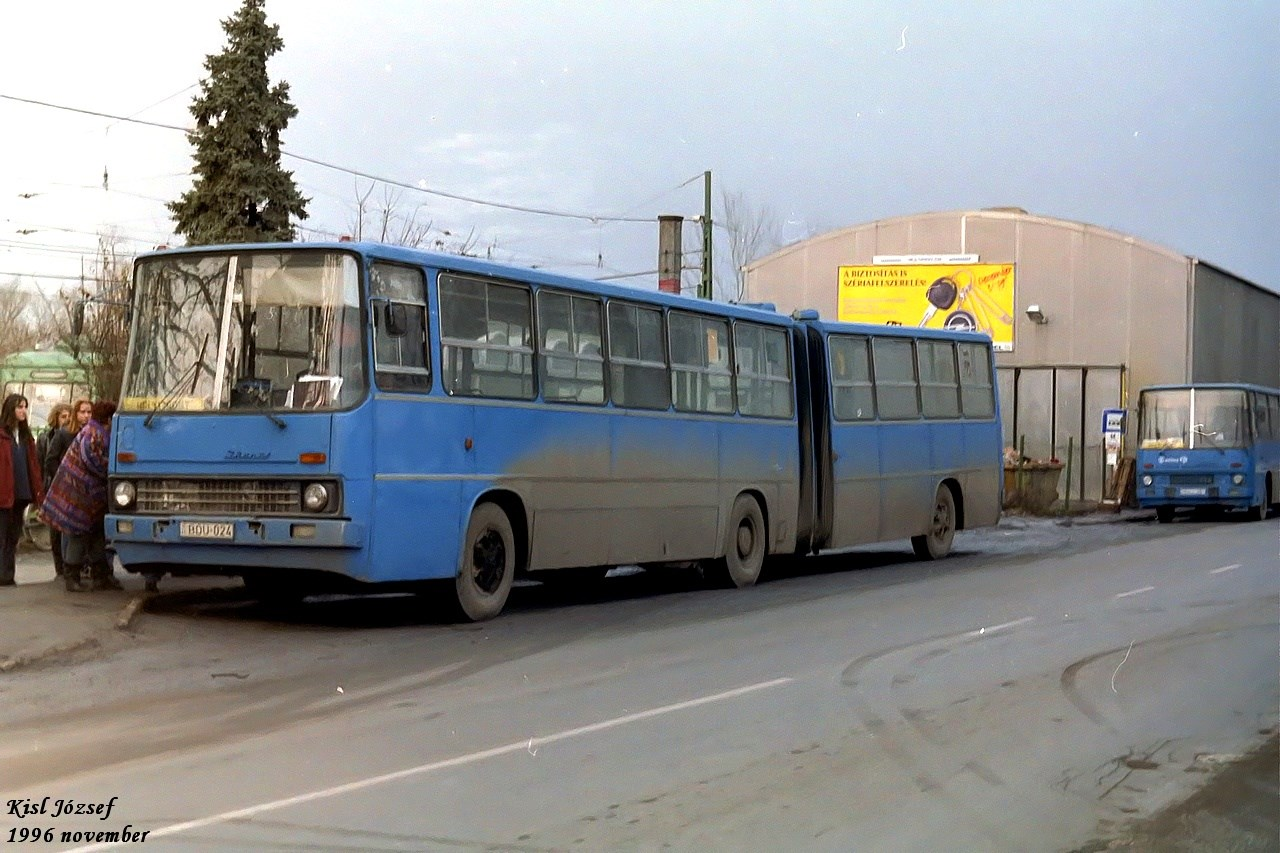
Ikarus 280-as Dunaharasztiban, 1996-ban.
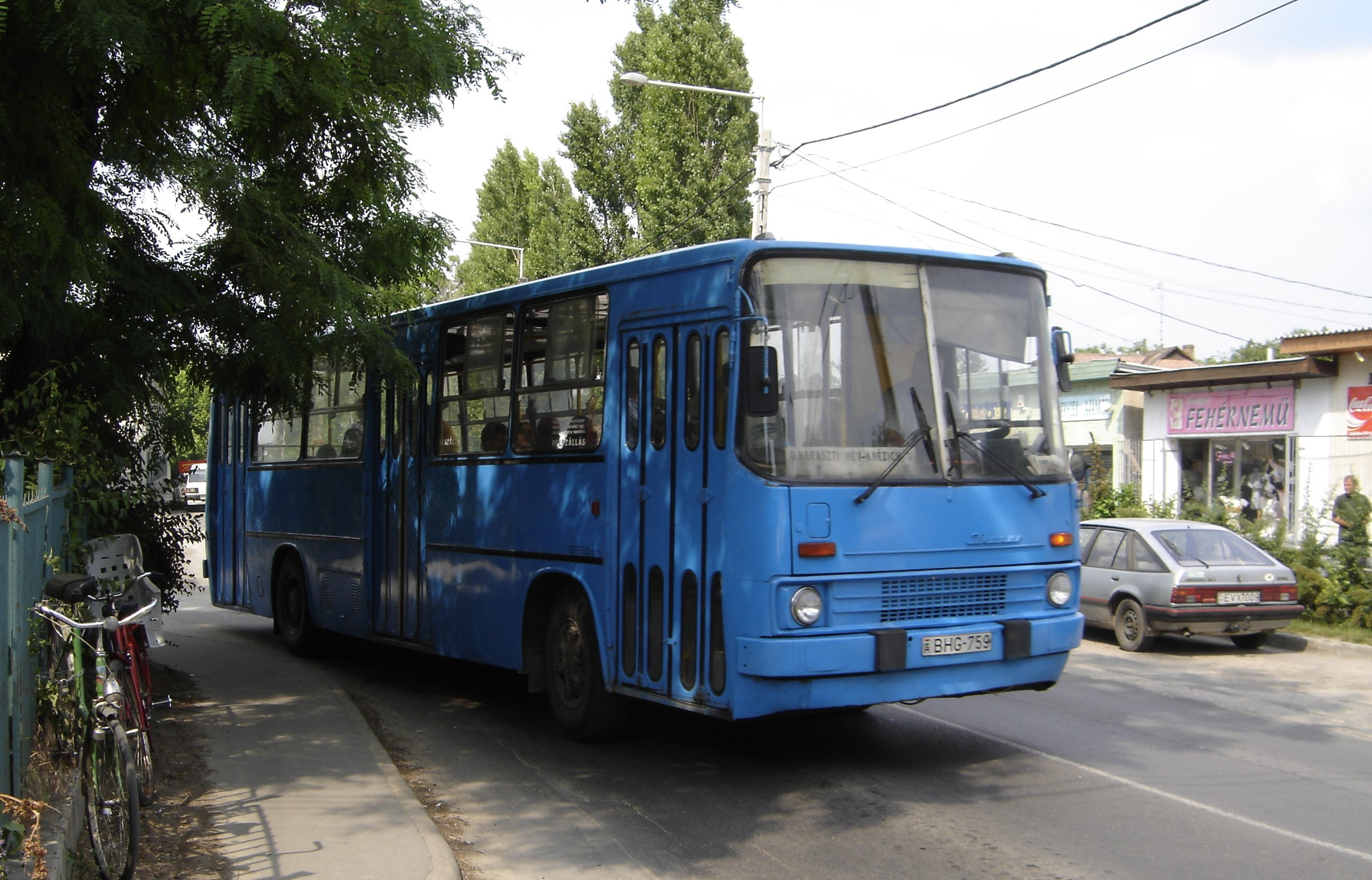
Dunaharaszti helyi busz 2005-ben.
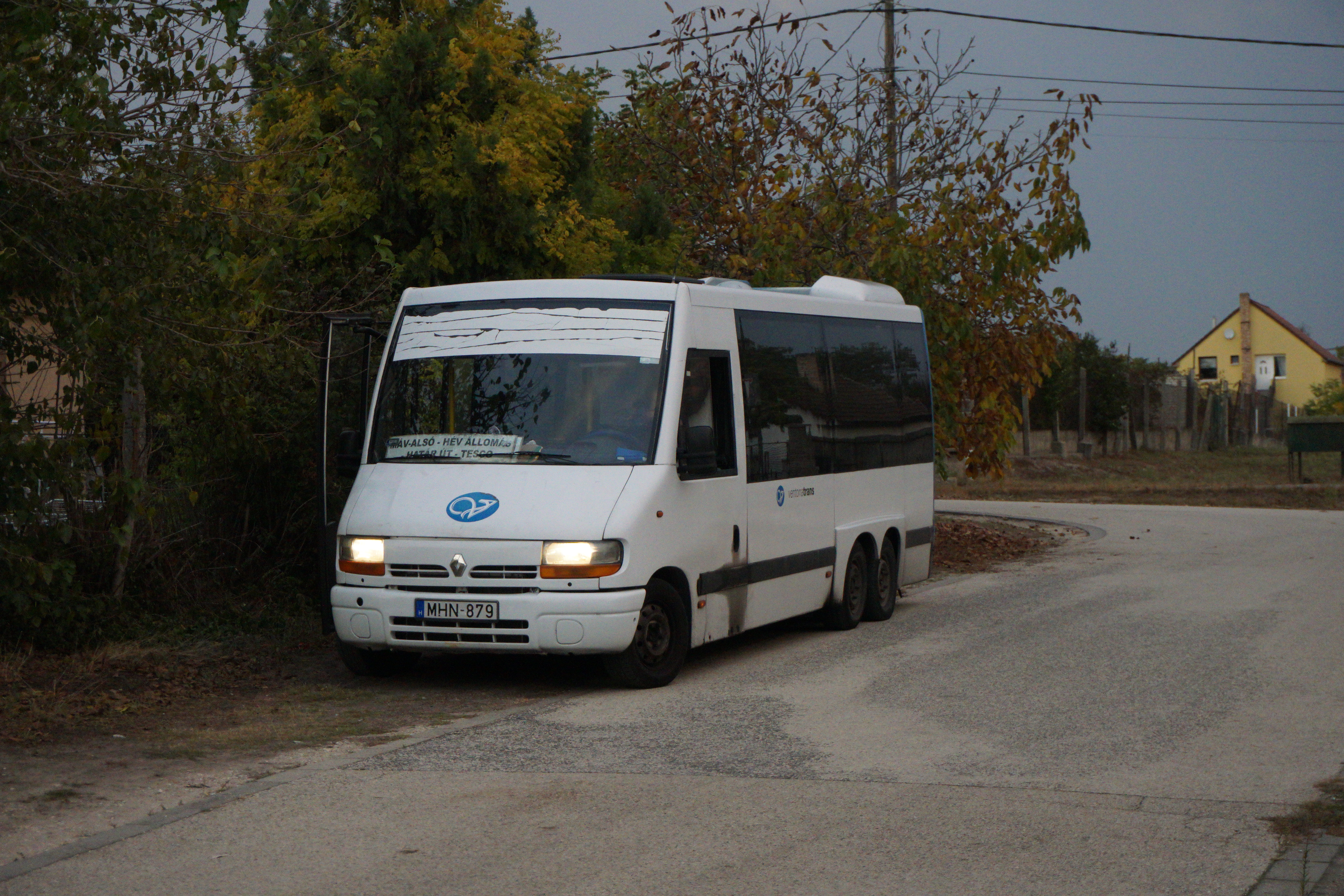
4-es busz a MÁV-alsó végállomáson
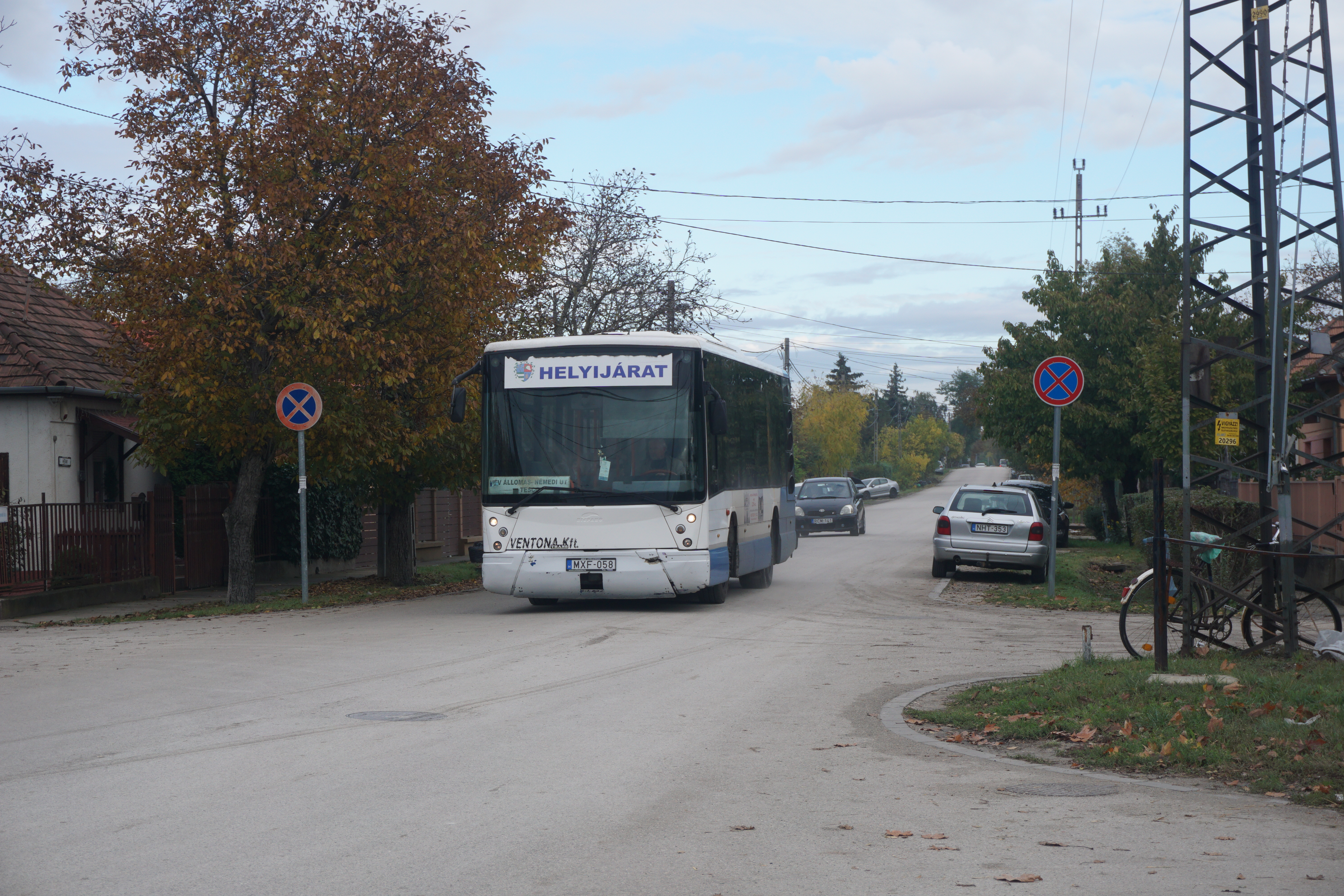
Busz a piactéren, 1Y járaton
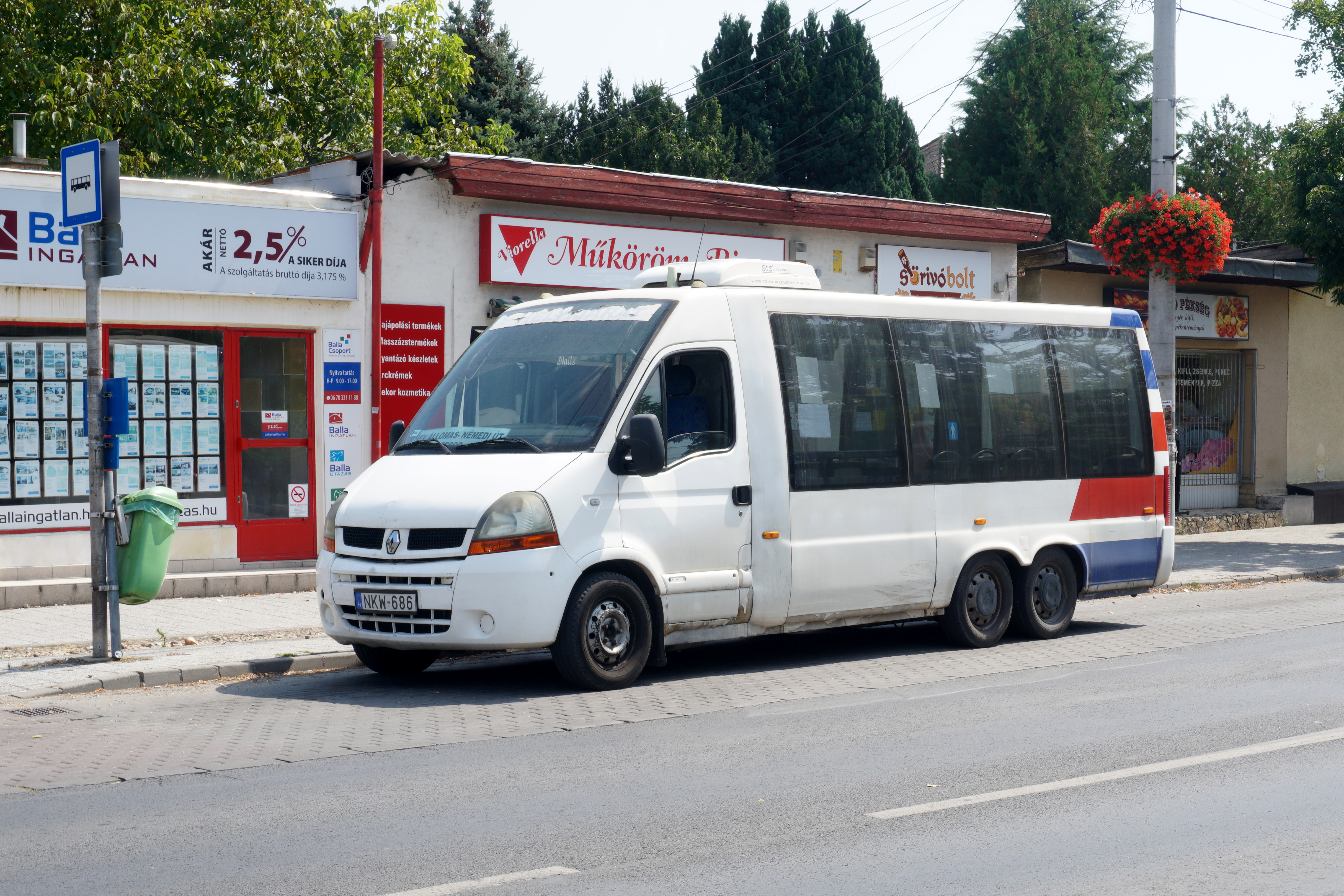
TS City Max típusú autóbusz a HÉV állomásnál.